# Oculina patagonica
Espèce
Statut de conservation UICN

 LC  : Préoccupation mineure
Statut CITES
Oculina patagonica est une espèce de coraux de la famille des Oculinidae.

## Publication originale
- de Angelis, 1908 : Altri Zoantari del Terziario della Patagonia. Anales del Museo Nacional de Buenos Aires, vol. 3, pp. 93-102 (texte intégral).